# Reif Larsen
Reif Larsen (1980) è uno scrittore statunitense, conosciuto principalmente per il romanzo Le mappe dei miei sogni dal quale è tratto il film Lo straordinario viaggio di T.S. Spivet diretto da Jean-Pierre Jeunet.

## Biografia
Larsen è nato da genitori artisti a Cambridge, Massachusetts. Si è laureato alla Milton Academy e ha poi frequentato la Brown University e la Columbia University. Oltre alla sua attività di scrittore, si è applicato anche nei film, girando in Stati Uniti, Regno Unito e zona sub-sahariana. Attualmente vive a New York.
Il suo primo romanzo, Le mappe dei miei sogni, è stato adattato da Jean-Pierre Jeunet nel film Lo straordinario viaggio di T.S. Spivet del 2013.